# アコール (眼鏡店)
アコール株式会社は、弐萬圓堂の店舗名で東北地方をはじめとした東日本一帯に展開する、日本の眼鏡チェーンストア。

## 概要
店舗の名称は1993年、仙台駅前で開始した店舗の眼鏡一式販売価格に由来し、店内全品20,000円（税込21,600円）均一となっている。
当初は、薄型レンズや遠近両用レンズなどでオプション料金が設定され、20,000円では買えないケースも多かったが、2005年7月1日、（カラーレンズを除き）均一価格を実現している。2015年4月から、選べるプライス・選べるプランを開始している。
当初の運営会社は1975年12月に創業した「株式会社メガネセンター」で、東北で初めての眼鏡ディスカウントショップ会社である。店舗のほとんどが関連会社とのフランチャイズ店、「弐萬圓堂」の名称・ロゴマークは、運営会社である株式会社メガネセンターの登録商標であった。創業当初は「メガネセンター」名で店舗展開していたが、現在は「弐萬圓堂」名で出店している。
近年は、北陸地方、山陽地方、長崎県、鹿児島県など、西日本各地にも店舗展開を進めていた。関東・中部地方においては、静岡市に本社をもつメガネトップ（ブランド名「眼鏡市場」）との激しいシェア争いが続いていた。
しかし、2011年3月11日に発生した東北地方太平洋沖地震に起因する東日本大震災によって本社が被災し、さらに、新規店舗への設備投資が負担となり、債務超過に陥った。その影響から、石川県、岐阜県及び静岡県より以西の店舗は、4月下旬に広島市内の1店を除いて全て閉店した。同時に、関東地方、東北地方、北海道地方の一部店舗も閉店となっている。
2013年9月期に黒字決算となったものの、多額の累積債務や借入金が経営を圧迫したため、自主再建を断念。2014年9月に地域経済活性化支援機構の支援決定を受けた上で、2015年1月1日付で、全事業を株式会社弐萬圓堂から投資ファンドが出資するアコール株式会社に譲渡。
（旧）株式会社弐萬圓堂は、アコールへ事業譲渡後に株式会社メガネセンターへ再度商号変更した後、本社を東京都中央区へ本社を移転し、2015年7月31日に解散。2016年5月11日に東京地裁から特別清算開始決定を受け、同年8月8日に法人格が消滅した。

## 沿革
- 1975年12月 - 設立。
- 1976年1月3日 - 仙台初売りに合わせ、仙台市青葉区片平において、第1号店である「メガネセンター裁判所前店」を開店。
- 1993年 - 仙台駅前で、新業態「弐萬圓堂」を開発。
- 2005年7月1日 - 追加料金なし（カラーレンズは除く）の単一価格を実現する。
- 2014年9月 - 地域経済活性化支援機構の支援決定を受ける。
- 2015年1月1日 - 株式会社弐萬圓堂からアコール株式会社へ事業譲渡。77店舗はアコールによる運営となる。

## CM
メガネセンターだった頃からテレビCMを手がけており、初期はのこいのこの歌によるCMが放送されていた。その頃のキャッチコピーは「ズラリ、ピタリのメガネセンター」だった。
弐萬圓堂に業態が変わってからのCMには著名人が出演することがしばらくなかったが、2005年ごろから以下のCMが放映されている。
- タレントで手品師のマギー司郎がマジックをしながら「すごいでしょう!」を決め台詞に「全品一式2万円 追加料金なし」であることを強調している。東北地方では立て看板はマギーが主流。
- フィギュアスケート選手の荒川静香が、「私の、イナバウアーフレーム（荒川自身がデザイン・監修した商品）」、「フレームが反って、掛け外しがしやすい」との台詞のものもあり、マギー司郎版の「価格重視」に対して、「機能性」をうたっている。ちなみに、荒川静香本人がCMで「イナバウアー○○」というのは、弐萬圓堂が初めてである。関東・東海地方では立て看板は荒川が主流。
- CMの最後には「♪弐萬円堂、で・す」というサウンドロゴが入る。